# Elfenbeinschnitzereien von Begram

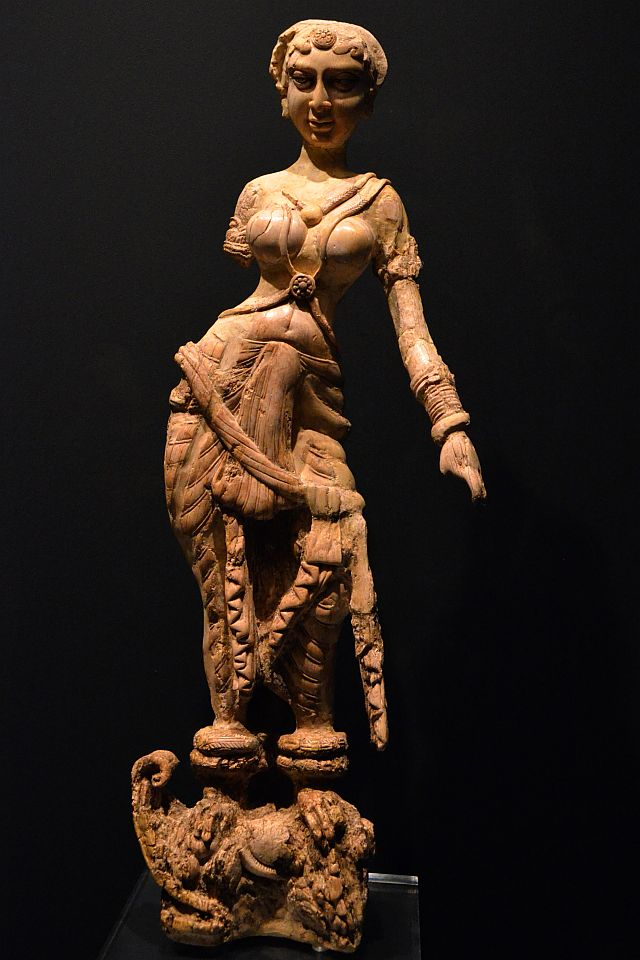
Statuette einer Yakshi (Museum Kabul)

Die Elfenbeinschnitzereien von Begram sind eine Gruppe von über 1000 Tafeln, Figurinen und Intarsien aus Elfenbein und Knochen, die in den 1930er Jahren in Begram, Afghanistan, gefunden wurden. Sie geben einen Eindruck von der sonst wenig bekannten Kunst der Kuschana (1./2. Jahrhundert n. Chr.). An ihnen zeigt sich der „kosmopolitische“ Geschmack der lokalen Eliten, der hohe Stand der Schnitzkunst und die Reichweite des antiken Handels mit Luxusgütern.
Diese Elfenbeinschnitzereien sind Teil des Schatzes von Begram. Die Délégation archéologique française en Afghanistan (DAFA) führte 1937/39 unter Leitung von Joseph Hackin und Ria Hackin in der antiken Stadt Begram Grabungen durch. In zwei besonders gesicherten, in der Antike versiegelten Räumen fanden die Archäologen griechisch-römische Bronzeobjekte, römische Abgüsse griechischer Metallarbeiten, Fragmente von Gläsern aus römischer oder alexandrinischer Produktion, chinesische Lackarbeiten sowie zahlreiche indische Elfenbeinschnitzereien. Einige Möbelstücke waren an den Wänden entlang oder einander gegenüber aufgestellt, andere aufgestapelt. Der Schatz von Begram enthält einige der wenigen aus der griechisch-römischen Antike erhaltenen emaillierten Gläser.

## Geschichte
Die archäologische Stätte neben dem modernen Dorf Begram wird mit dem antiken Kāpiśī oder Kapisa identifiziert, der Sommerresidenz der Kuschana-Herrscher. Eine topographische Karte verdeutlicht die günstige Lage dieser Stadt: Sie befindet sich etwa 80 km nördlich von Kabul am Zusammenfluss des Pandschschir und des Ghorband. Dem Flusstal des Pandschschir in südöstlicher Richtung folgend, erreicht man relativ einfach den etwa 250 km von Begram entfernten Chaiber-Pass. Wer in der Antike von Begram aus nordwärts reiste, gelangte auf der Seidenstraße über verschiedene Flusstäler und Pässe über den westlichen Hindukusch nach Baktrien. Diese strategisch günstige Lage legt nahe, dass Begram im Kuschana-Reich auch militärische Bedeutung hatte. Dagegen erbrachten die Ausgrabungen keinen Beleg dafür, dass es sich um eine Residenzstadt handelte.
Die Deponierung der Luxusgüter in den beiden Kammern wird in der Forschung meist mit der sassanidischen Invasion unter Schapur I. in Verbindung gebracht. Das Jahr 241 n. Chr. ist daher ein Terminus ante quem für die Herstellung aller Kunstwerke, deren Alter allerdings unterschiedlich ist. Die in den beiden Kammern deponierten Luxusgüter werden teils als Lager eines Händlers gedeutet, teils als Privatbesitz eines Angehörigen der Oberschicht.

## Motive

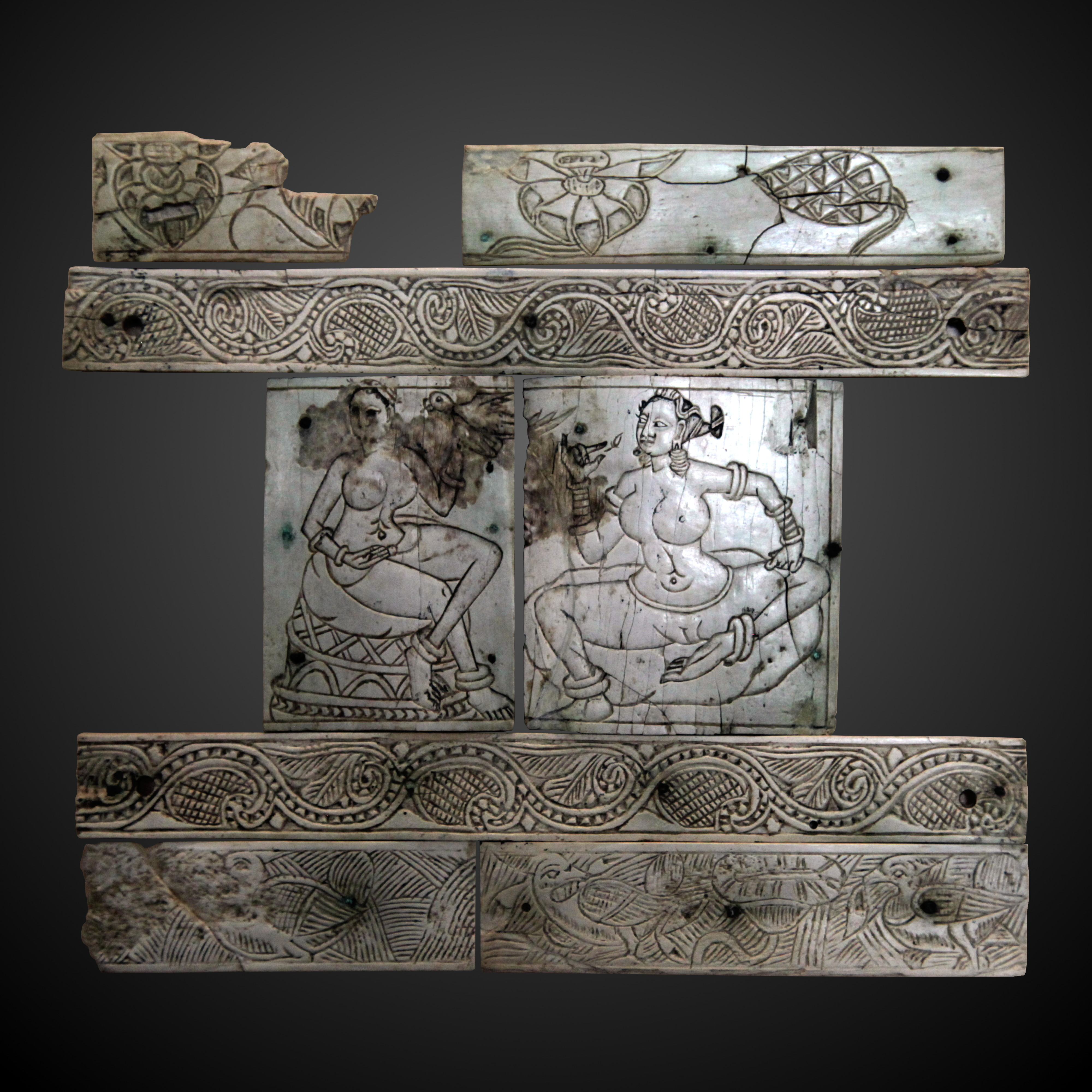
Frauen füttern einen Vogel (Museé Guimet)

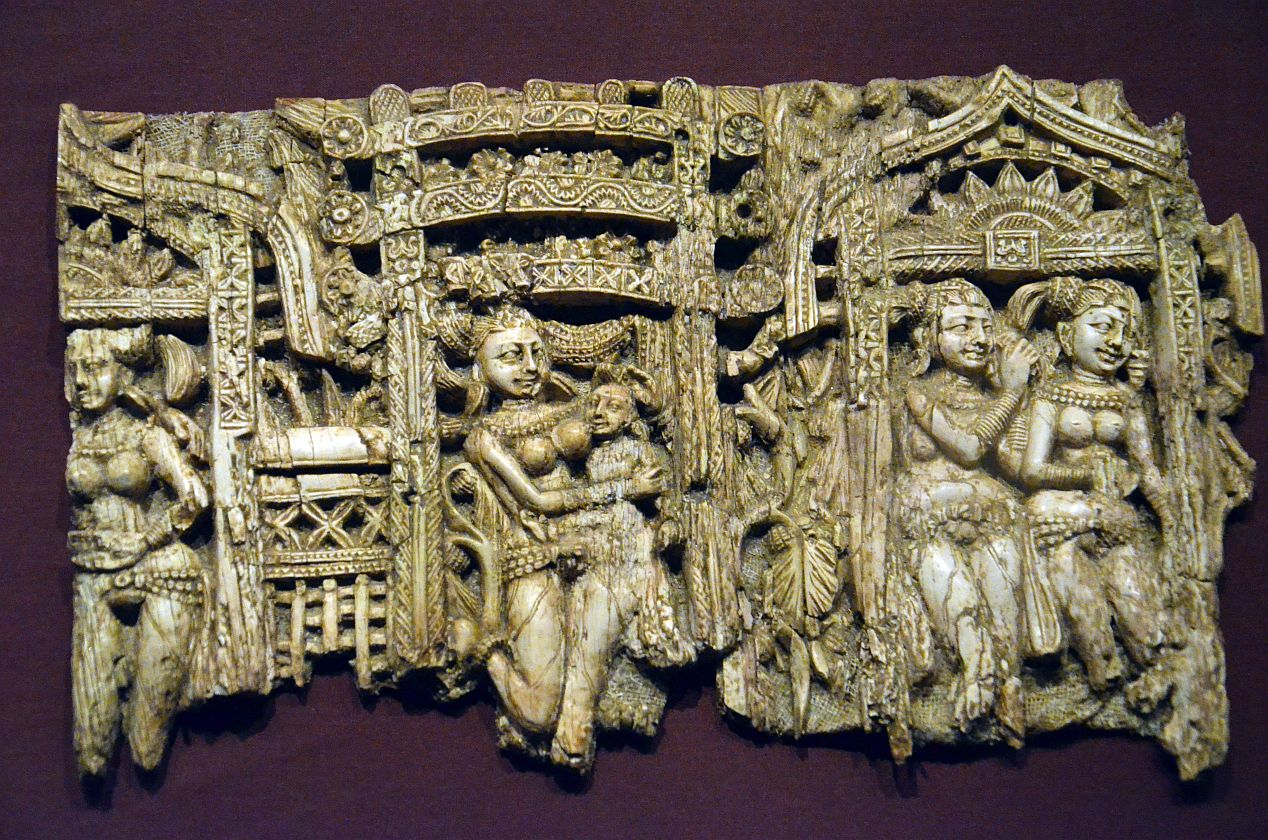
Frauen in Toranlagen (Museum Kabul)

Die Elfenbeinschnitzereien von Begram umfassen ein großes Spektrum an Motiven: Menschen (Männer, Frauen, Kinder), Geistwesen und Fabeltiere, Jagdszenen, wilde Tiere, Architekturelemente, florale und geometrische Muster.
Die Frauen der Oberschicht sind oft bei der Schönheitspflege dargestellt: sie betrachten sich im Spiegel, kämmen ihr Haar, salben den Körper oder legen Schmuckstücke bzw. Blumengirlanden an. Ihre Dienerinnen reichen ihnen die jeweils nötigen Accessoires. Sie sind wie ihre Herrinnen in einen langen Dhoti gekleidet und tragen ähnlichen Schmuck wie diese. Als Zeitvertreib ruhen die Herrinnen auf Sofas oder sitzen im Schatten eines Baumes, wo sie an Delikatessen kosten oder ihre Haustiere, wie Papageien, damit füttern (Foto). Einige Schnitzereien stellen Tänzerinnen und Musikantinnen dar, die ein stets weibliches Publikum unterhalten. Als Musikinstrumente erkennt man Zimbeln, Trommeln, Harfen und Flöten. Zwar wird ein Garten oft nur durch einen Baum angedeutet und ein Gebäude durch eine Toranlage (Toraṇa, Foto); die sparsamen Architekturelemente sind aber interessant, weil sie über den archäologischen Befund hinausgehen. Tore und Zäune situieren die Szenen in einem halboffenen Gelände. Männer begegnen auf Jagdszenen, wo sie Bär, Gazelle oder Hirsch mit Lanzen nachstellen, Elefanten und katzenartigen Raubtieren dagegen mit Pfeil und Bogen. Aber insgesamt sind die Darstellungen von Männern auf den Begram-Elfenbeinschnitzereien weit seltener als die von Frauen. Mythologische Wesen wurden ebenfalls häufig dargestellt, darunter Yakṣa, Gaṇas und Yakshas, Vogelmenschen und Mischwesen wie Leogryphen oder vielköpfige Schlangen.

## Datierung und kunstgeschichtliche Einordnung

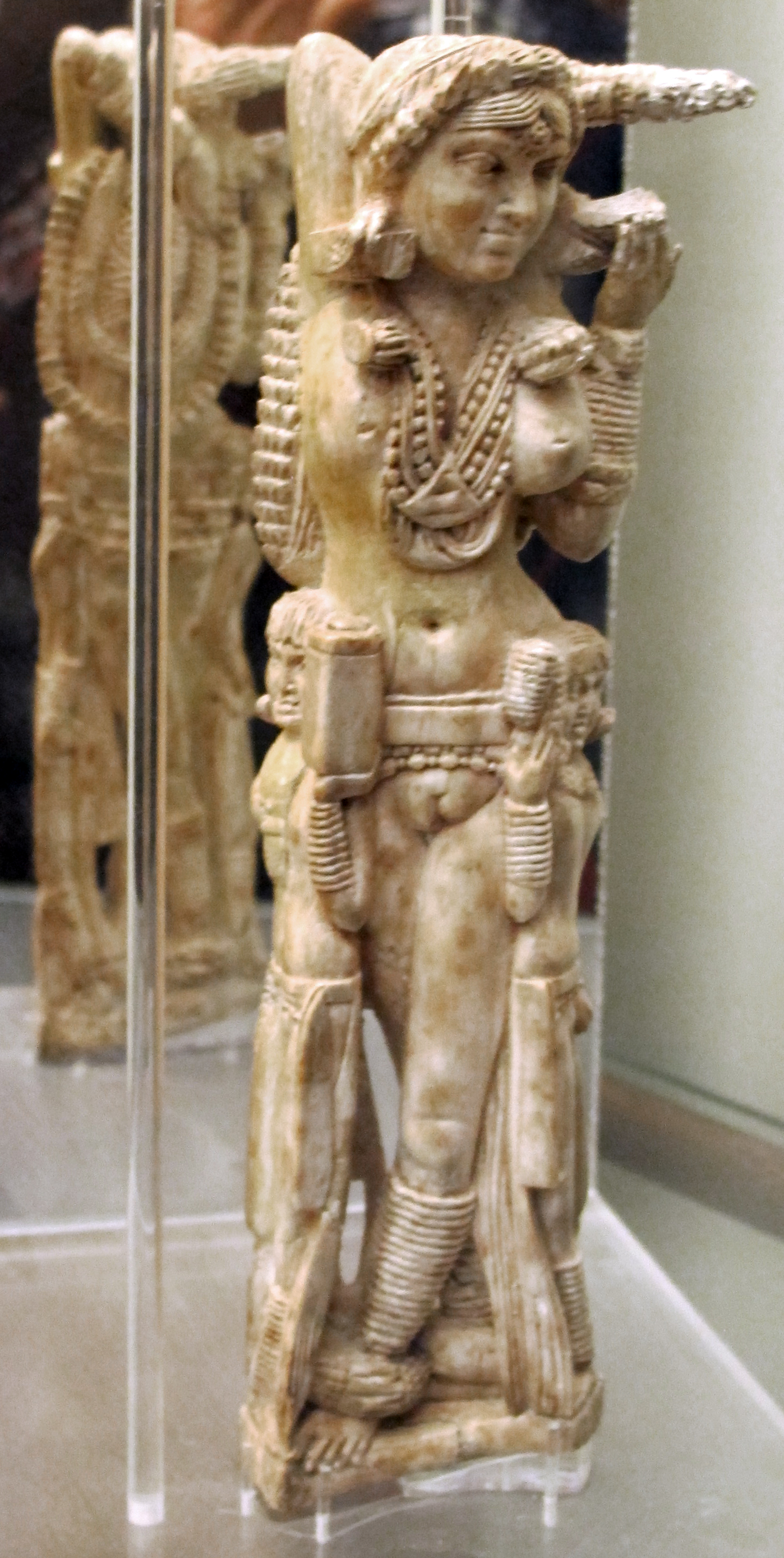
Indische Kunst kam durch den Fernhandel bis nach Italien, wie der Fund der Pompeji Lakshmi zeigt.

Die Elfenbeinschnitzereien fallen unterschiedlich aus, einige zeigen elegante Linienführung, andere wirken dagegen plump. Unter der Annahme, dass es sich um Importe aus Indien handelt, wurden sie in der Forschung unterschiedlichen regionalen indischen Werkstätten zugewiesen: Joseph Hackin verglich eine der geschnitzten Toranlagen mit Stupa I von Sanchi (1. Jahrhundert v. Chr.), während er eine größere Gruppe anderer Elfenbeinschnitzereien der Schule von Mathura (1./2. Jahrhundert n. Chr.) zuwies. J. LeRoi Davidson wies die Objekte dagegen Sanchi I zu, Philippe Stern plädierte eine spätere Entstehungszeit und Zuordnung zur Kunst von Mathura. Sanjyot Mehendale sieht in den Schnitzereien nicht indische Kunst, sondern Kunst nach indischer Art. Sie vermutet eine Herstellung in lokalen Werkstätten in der Nähe von Begram.

## Museale Präsentation
Die Funde wurden zwischen dem Musée Guimet in Paris und dem afghanischen Nationalmuseum in Kabul aufgeteilt. Einige Funde wurden bereits einen Monat nach Auffindung in Kabul ausgestellt. Anfang 1947 kamen die für das Musée Guimet bestimmten Stücke in Paris an. Bei der Umgestaltung des Museums Kabul 1957/58 wurde ein ganzer Raum den Funden aus Begram gewidmet. Eine Auswahl von Elfenbeinschnitzereien füllte sieben der 15 Schaukästen in diesem Raum. In den 1960er Jahren wurden einige Elfenbeinschnitzereien auf Wanderausstellungen vorislamischer und islamischer Kunst Afghanistans in Museen weltweit gezeigt, in Kabul waren sie abgesehen von einer Magazinierung 1979/80 durchgängig bis 1989 Teil der Dauerausstellung. Nachdem sich die letzten sowjetischen Kampftruppen aus Afghanistan zurückgezogen hatten, begann unter der Regierung Nadschibullah die Sicherung von Museumsbeständen vor dem Zugriff der Mudschahidin. Zu den Beständen, die dafür ausgewählt wurden, gehörten auch eine Gruppe von Elfenbeinschnitzereien, die gerade von einer Wanderausstellung nach Kabul zurückgekehrt waren. Als die Mudschahidin Ende April des Jahres Kabul eingenommen hatten, war ein großer Teil der Sammlungen des Nationalmuseums verschollen: teils geplündert, teils zerstört.
Als die Mudschahidin später ihre Aktionen gegen Kunstobjekte, die dem Bilderverbot widersprachen, durchführten, waren die Elfenbeinschnitzereien längst aus Kabul bzw. aus Afghanistan herausgeschafft worden. Nach Augenzeugenberichten wurden diese Kunstwerke bei Beginn des Bürgerkriegs nach Masar-e Scharif transportiert, damals unter der Kontrolle des usbekischen Milizenführer Abdul Raschid Dostum. Von dort gelangten sie nach Peschawar und Islamabad und wurden auf dem Antikenmarkt angeboten. Für westliche Museen war der Erwerb dieser Elfenbeinarbeiten heikel, da die Herkunft aus Kabul offensichtlich war. Unter den Privatsammlern, die Elfenbeinobjekte erwarben, gab es jedoch auch einige, die dies mit der Absicht taten, sie zu sichern und dem afghanischen Nationalmuseum zu schenken, sobald die politischen Umstände dies zuließen. So erwarb ein in London lebender Sammler 20 Elfenbeinschnitzereien, die in den 2000er Jahren im Britischen Museum magaziniert und dort von Experten untersucht und restauriert wurden. 2011 waren sie Teil einer Sonderausstellung in London (Afghanistan: Crossroads of the Ancient World). Danach brachte sie ein britisches Militärflugzeug nach Kabul, wo sie am 5. August 2012 der Presse gezeigt wurden.

## Restaurierung

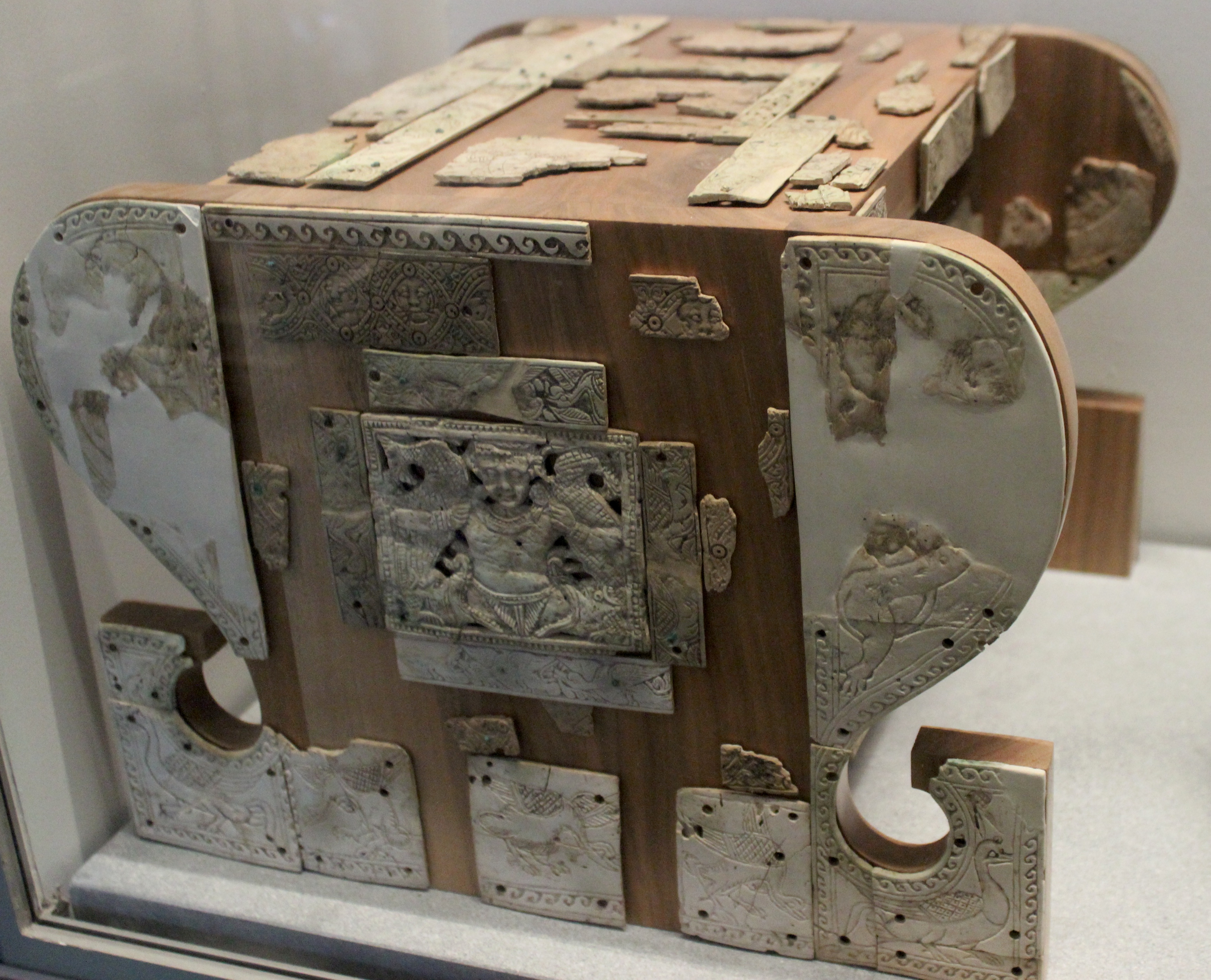
Präsentation einiger Elfenbeinschnitzereien an einem rekonstruierten Holzmöbel im Musée Guimet

Die meist dünnen Knochen- und Elfenbeinobjekte waren bei ihrer Auffindung in einem fragilen Zustand: einerseits spröde durch Austrocknung, andererseits fehlten die hölzernen Möbel, an denen die Intarsien ursprünglich angebracht waren. An Ort und Stelle mussten deshalb Konservierungsarbeiten erfolgen, unter anderem wurden sie auf Seidenpapier gelegt und mit warmer Gelatine überzogen.
Gelatine- und andere Überzüge haben im Lauf der Jahre Schmutz angesammelt, haben sich zersetzt oder sind geschrumpft. Dadurch wurden das Elfenbein beschädigt, seine Pigmentierung ging verloren. Risse und Brüche wurden mit verschiedenen Klebstoffen behandelt, Spuren früherer Restaurierungen wurden nicht immer entfernt. Die technische Analyse im Britischen Museum gab Aufschlüsse über Material und Herstellungstechnik, Erhaltungszustand, Zerfallserscheinungen und frühere Restaurierungen. Darauf folgte die teilweise Entfernung früherer Überzüge, Stabilisierung des Objekts und Einsatz von wieder entfernbaren, kompatiblen Füllmaterialien.